# A Royal Society tagjai
A Royal Society (az angol Királyi Természettudományos Társaság) tagjainak (nem teljes) listája.
- George Biddell Airy
- Francis Thomas Bacon
- Alan Baker
- Henry Bessemer
- Johann Elert Bode
- Niels Bohr
- Ismaël Boulliau
- Robert Boyle
- Henry Cavendish
- Anders Celsius
- Spencer Compton
- William Crookes
- James Douglas
- Albert Einstein
- George Everest
- Benjamin Franklin
- Thomas Gold
- Edmond Halley
- Stephen Hawking
- Robert E. M. Hedges
- William Herschel
- Robert Hooke
- Thomas Henry Huxley
- Christiaan Huygens
- Kármán Tódor
- Kürti Miklós
- Anton van Leeuwenhoek
- Joseph Lister
- Abraham de Moivre
- Robert Moray
- Sir Isaac Newton
- Paul Nurse
- William Parsons
- Samuel Pepys
- William Petty
- George Porter
- Martin Rees
- Ernest Rutherford
- John William Strutt
- Joseph John Thomson
- William Thomson, Lord Kelvin
- Pierre Varignon
- John Winthrop
- Christopher Wren

Teljesebb listát lásd itt: Kategória:A Royal Society tagjai